# 西森千豊
西森 千豊（にしもり ちひろ、11月29日 - ）は、日本の男性声優。静岡県出身。血液型はAB型。

## 人物
- 元々本名で活動していたが、2011年11月より芸名で活動している[1]。
- 2014年3月12日に以前在籍していたTABプロダクションに復帰。かつてはZAI OFFICE(旧：CSRコーポレーション)、ジャックポットに所属していた。
- 2017年から各所で講師業も行っており[2]、2019年には本人主催の声優ワークショップ「Voice will-ボイスウィル-」を立ち上げ[3]、自身も講師を務めている。

## 出演
太字はメインキャラクター。

### テレビアニメ
2012年
- パブー&モジーズ（サイモン・スタッグビートル）

2016年
- 6HP/シックスハートプリンセス（地狼族）

2020年
- みっちりわんこ!あにめ〜しょん（ヒコマロ）

2021年
- セスタス -The Roman Fighter-（ミゲル、エルナンド）
- バトルアスリーテス大運動会 ReSTART!（教官）
- ゲッターロボ アーク（星、西森所員、所員、警備員、通信兵、ゴズロ）
- 湖池屋SDGs劇場 サスとテナ（2021年 - 2024年、アッチアッチ、ヤバソウ、市民） - 4シリーズ

2025年
- GUILTY GEAR STRIVE: DUAL RULERS（役人）

### 劇場アニメ
- フリクリ オルタナ（2018年、店長、バスケ部員、生徒）

### OVA
- ジャスティーン（オペレーター、作業員）
- ファインダーシリーズ
  - ファインダーの標的（チンピラ、政治家）
  - ファインダーの隻翼

### 吹き替え

#### 映画
- 17歳のエンディングノート （ジェイク、マーク、DJ、緊急救急士、インストラクター）
- ポーカーナイト 監禁脱出 （ジーター〈ボー・マーショフ〉）
- アレックス・ストレンジラブ （エリオット〈アントニオ・マルツィアーレ〉）
- シャドー・オブ・ナイト （侵入者、他）
- アメリカン・ハニー
- ハワード・ザ・ダック/暗黒魔王の陰謀（リッチー〈リチャード・エドソン〉）※VOD版
- マスター～見えない敵～（ニッキー、教授、他）
- ムーンショット（英語版）
- 地獄のコマンド（ニコ<アレクサンダー・ゼイル>）※追加録音部分

#### ドラマ
- X-ファイル 2018 （ジャクソン・ヴァン・デ・カンプ/ウィリアム〈マイルズ・ロビンス〉）
- ハンナ ～殺人兵器になった少女～ シーズン1（フェリチアーノ、他）
- ブラック・サマー：Zネーション外伝 （カップル男）
- KNIGHTFALL -悲運の騎士団- シーズン2（ケルトン）
- スノーピアサー（テレビドラマ）
  - シーズン1（ハビエル、マーティン、クレイ、他）
  - シーズン2（ハビエル、ケヴィン、他）
  - シーズン3（ハビエル、ケヴィン）
- MACGYBER/マクガイバー シーズン4（警官、CIA男）
- ブリーズ ～光と影～
  - シーズン1（サルファラーズ、店主、ジェハンギル、他）
  - シーズン2（スリンダー、ザヒール）
- ブリーズ ～父親の葛藤～シーズン1（警備員、警察官、選手、生徒、他）
- ヴァイキング ～海の覇者たち～ シーズン6（使者）
- ヴァイキング ～ヴァルハラ～ シーズン1、シーズン2（アルネ、他）
- ザ・ルーキー 40歳の新米ポリス⁉︎
  - シーズン3（オーウェンズ、アルマンド）
  - シーズン4（ジェイ）

#### アニメ
- レノンとグルコ～ふたりはサイコー！～ （グルコ）
- ショップキンズ
  - ショップキンズ：ワールドバケーション （フィッシュアンドチップス・ショップキン、ロボット大将、他）
  - ショップキンズ：ワイルド （スパイク、他）
  - ショップキンズ：シェフ・クラブ （ノビノビの木、他）
- ニンジャエクスプレス（ウエイター、ジャック、シェフ1、魚、猫）
- メカアマト シーズン3

### ゲーム・アプリ
- PSP「桜花センゴク Portable」（蜂須賀小六、他）
- ソーシャルゲームアプリ「アルカナ・ファミリア コレツィオーネ!」（ボニート[5]）
- オンラインゲーム「イカロスオンライン」
- DMMオンラインゲーム「感染×少女」（エムジ）
- PS Vita「KLAP!! ～Kind Love And Punish～」
- オンラインゲーム「ドラゴニックエイジ」（男術師）
- 音音コミック「流れる雲よ」(稗田一郎)
- スマホアプリ「ラスグレイブ探偵譚-私のしがない名探偵-」（ジョセフ・トスカナ警部補）
- スマホアプリ「しがたん２ ラスグレイブ探偵譚『異邦人帰還』」
- スマホアプリ「ラストリカル」(ポセイドン、アポロン)
- スマホアプリ「乙女チックパズル ピタッチ！」（アルゴル）
- PS4「最悪なる災厄人間に捧ぐ」
- アーケードゲーム「ポケモンガオーレ」（写真家のトシキ）
- スマホアプリ「COLOR PIECEOUT」（デイビット、マルコ、フレッド）
- SNSゲーム「Auto Chess」（裏切りのデーモンハンター）
- WINDOWS版「新装合本版 ラスグレイブ探偵譚」（イーサン・Ｅ・ラスグレイブ）
- PS4/PS5/Nintendo Switch/スマホアプリ「アーキタイプ・アーカディア」（アレグロ）
- スマホアプリ「謀りの姫」（坂本龍馬）
- PS4/Nintendo Switch「MUSICUS!」（村田龍一、楡周平、店員）
- Windows/Nintendo Switch「比翼の禽 -ひよくのとり-」（大槻）
- Steam/DLsite/Nintendo Switch「新宿葬命」（仙波十四郎）
- Nintendo Switch「立華の契」
- Steam/PS4/PS5/Nintendo Switch「ハッピールートを終わらせて」（天笠耀）

### ドラマCD・ボイスドラマ
- CLOCK ZERO 〜終焉の一秒〜正義の秘密戦隊ヘルズエンジェルズ 第613話 『黄昏の決戦』〜（ヘブンズデビルズ構成員、監督）
- Vie Durant*undo~caprice Drama Album Vol3 僕を呼ぶ声（男）
- 世界でいちばん強くなりたい!特別編（観客）
- TRACEエピソード０～飛翔祭は大騒ぎ～（クラスメイト）
- パラ☆ラボ放送局（先生、生徒）
- JFN平和記念ラジオドラマ「流れる雲よ2012」（喜多嶋準一）
- ROSD～RKのぐうたらDAYS～（ロジャー）
- ディスドライブ-COLD GAME-（南巧）
- まよバス！(大葉猛/企画プロデュース)

### Webコンテンツ
- 埼玉県国際観光PRアニメ「The Four Seasons」(楠行正[春編]、父親[秋編])
- 一条和矢プロデュース Aコミ☆プロジェクト（アシスタント）
- CMerTV SBI証券「喋るお財布たち篇」（長井(黒い長財布)）
- スタインラガー「東京ドライ」web動画（カプセルホテルのモデル）
- 国土交通省「水防団の神様～山からの知らせ～」（ゆうき）
- みずほ銀行「動画でわかるiDeCo」（ナビゲーター、公務員男性、自営業男性）

#### デジタルコミック
- モーションコミック「女戦士とオークさん」（牢番、オークの子分、ドラゴン、玄武の部下2）
- モーションコミック「自衛隊上がりのかーちゃんが怖い」（吉行、上山）
- モーションコミック「ULTRAMAN」（番組MC、ブリス星人）
- モーションコミック「馬鹿かわいい女の子は可愛いと思いませんか？」（客）
- ボイスコミック「JKからやり直すシルバープラン」
- ボイスコミック「私を好きすぎる勇者様を利用して、今世こそ長生きするつもりだったのに（多分、また失敗した）」（メルヴィン）
- ボイスコミック「婚約破棄してさしあげますわ～ドロボウ令嬢とお幸せに～」（エドガー）
- ボイスコミック「占い師には花騎士の恋心が見えています」（海賊、騎士）
- ボイスコミック「王子様なんて、こっちから願い下げですわ！～追放された元悪役令嬢、魔法の力で見返します～」（国王、雇い主）
- ボイスコミック「新訳 婚約破棄された令嬢は野獣辺境伯へ嫁ぐ！」（2025年、国王[6]）

### ナレーション
- ファーファ・デオドラント 店頭PVナレーション
- spa resort 菜々の湯 ロウリュウアトラクション
- 実践！専門職種別送り出し教育
- SGベガ500の正しい使い方
- 平川・下野が２人で一緒に頑張っちゃうよ！DJCD～アニ・コンRadioVoiceきゃらびぃin大阪～
- ウェディング情報誌TIARA
- ウルトラCUP争奪!!灼熱ライターバトル!! 〈ぱちんこウルトラバトル烈伝〉
- メテオコミックス「お前ら全員めんどくさい！」第２巻発売記念ＣＭ　キャラクターナレーション
- ショップジャパン「大人気商品をプレゼン！芸人ショッピング」
- 「DYNAMITE BOATRACE」テーマソング編 空音、第3話 ラジオCMナレーション
- World of Warships「素敵な彼女（戦艦）が待っている！」ナレーション
- 東京都日野市「新選組のふるさとを巡る～物語はここからはじまった」ナレーション
- ナビホームラジオCM「イメージCM男性編、耐震・制震　2022編、あかちゃんとの約束編」

### オーディオブック
- Audible「ひとりぼっちを笑うな」
- Audible「ハロウィン・パーティ」
- Audible「コカ・コーラを日本一売った男の学びの営業日誌」
- MARVEL＆Audible「Marvel's・ウェイストランダーズ: ウルヴァリン」（ビリー）

### ボイスオーバー
- Eテレ「ABUデジスタ・ティーンズ」第１回、第４回

### ラジオ・webラジオ
- Radio True Colors ねくすと!!（2011年～2012年/パーソナリティ）
- パステルカラーラジオ、略して"パスラジ！"（2012年/パーソナリティ）
- リア充撲滅委員会ラジオ(2013年～2014年/パーソナリティ)
- 青空学園文学部(2014年～2016年/パーソナリティ・森川満)
- らぷすぷろじぇくと！(2016年～2017年/パーソナリティ/企画プロデュース)
- らぷすぷろじぇくと！TRY！(2017年～2018年/パーソナリティ/企画プロデュース)
- 西森千豊と平野有紗の「ぼくラジ。」(2020年4月～/パーソナリティ)
- 渋谷クロスFM「声優ショッキング」 ゲスト
- ラジオフチューズ VOICTION presents「ボイスオブアクション」(2023年1月～/パーソナリティ)

### 舞台
- 劇団絵生「友情～秋桜のバラード～ 」（2003年・2004年/北島正）
- 座・あおきぐみプロデュース「Sound Sweets」(2012年)
- 演劇集団アトリエッジ「流れる雲よ～未来より愛を込めて～」（2012年/桜チーム・稗田一郎）
- Production Dayze 「アクションリーディングライブ『幻桃奇譚』」(2013年/植村秀太)
- SS produce 異次元飛行α「Mr.Moonlight －月光旅人－」(2013年/石岡)
- 座・あおきぐみプロデュース「OFF・OFF・ACT NEXT vol.1」(2014年)
- 劇団キンキン塾 第15回記念公演「ロミオとジューリエット」(2014年/領主旗持ち)
- TABプロダクションエクストラクラス公演「ほほえみ」（2015年/ザラス）
- 株式会社STC「フラボーイ」(2016年)
- Voice will produce朗読劇 vol.1「タイム・トラベル・ライフ」（2024年/企画プロデュース・演出）

### テレビ
- TBSテレビ「今夜解禁！ザ・因縁」再現VTR 美川憲一役
- 日本テレビ「HiGH&LOW THE WORST EPISODE.0」

### 映画
- 新・天然華汁さやか2（生徒）
- HiGH&LOW THE WORST

### イベント
- アニメイトガールズフェスティバル2011（2011年/アシスタントDJ）
- Ani-souL Vol.001(2012年/メインMC)
- アニ魂 カバー列伝 その壱(2012年/メインMC)
- さでぃすてぃっく☆ないと(2014年/メインMC)
- 池袋LIVE INN ROSA - ボーカル・コーラス・ダンス出演
  - TAB first LIVE!
  - TAB 2nd LIVE!
  - TAB 3rd LIVE!
  - TAB 4th LIVE!
  - TAB 5th LIVE EVENT! ※朗読としても出演
  - TAB 6th LIVE!

### その他
- 檜山修之CDアルバム「FASTI」（コーラス）
- ニューギン「CRそれゆけ野生の王国」（マイタロウ　他）
- ～はんなり京都～お通り男史（錦小路）

### シリーズ一覧
1. ↑  シーズン1（2021年）、シーズン2（2022年）、シーズン4（2023年）、シーズン4（2024年）

### 初出話一覧
1. ↑  第2話初出